# Alpen-See-Express

Liegewagen-Platzkarte für den Alpen-See-Express aus dem Jahr 1959

Der Alpen-See-Express, auch Alpen-See-Expreß geschrieben, abgekürzt jeweils ASE, war ein touristisches Zugangebot der Deutschen Bundesbahn (DB) und des Deutschen Reisebüros (DER). Die nach dem Zweiten Weltkrieg etablierten Reisebüro-Sonderzüge ermöglichten im Rahmen von Pauschalreiseangeboten umstiegsfreie Direktverbindungen zwischen westdeutschen Ballungsgebieten und diversen Urlaubszielen in Deutschland, Österreich und Italien (dort unter anderem Südtirol), darunter neben den Alpen die Nord- und Ostsee, das Allgäu, der Bayerische Wald und der Schwarzwald. Hierbei wurden in den Zielgebieten typischerweise auch zahlreiche Nebenbahnen befahren. Im ASE-Turnusverkehr wurde sowohl der Sommer- als auch der Wintertourismus bedient, wobei neben Tageszügen auch Nachtzüge mit Liegewagen verkehrten.
Die Zuggattung des ASE bei der Deutschen Bundesbahn lautete D für Schnellzug, bei Einsatz eines Triebwagens entsprechend Dt für Schnelltriebwagen.

## Geschichte
Ursprünglich waren in der sogenannten Reisebüro-Fahrgemeinschaft Alpen-See-Expreß 18 Einzelunternehmen und die Hummel-Reisen GmbH-KG aus Hannover zusammengeschlossen, 1955 beförderte diese 106.460 Ferienreisende. Ab 1957 bot die Reisebüro-Fahrgemeinschaft Frankfurt/Main den Zug an. Später nannte sich der Zusammenschluss Gemeinschaftsverkehr Touristik Union International und Alpen-See-Expreß.
Als Nachtzug fuhr der Alpen-See-Express bis 1991 unter dieser Bezeichnung, ab 1992 wurde er vom UrlaubsExpress abgelöst, der aus Wagenmaterial des Alpen-See-Express und des TUI-Ferienexpress bestand.
Für den öffentlichen Verkehr war der ASE nur ausnahmsweise auf der Bahnstrecke Zwiesel–Bodenmais freigegeben, wo auf der eingleisigen Strecke mangels Kreuzungsmöglichkeit eine Schienenbusfahrt entfallen musste und der Sonderzug einen regulären Nahverkehrszug (N) ersetzte. 

## Fahrzeuge
1957 beschaffte die Reisebüro-Fahrgemeinschaft Frankfurt/Main speziell für den Alpen-See-Express 20 Liegewagen der Gattung Bc4ümg-58 (später Bcm 253). Ab 1967 wurden 60 Liegewagen der Gattung Bctüm 256 geliefert, die in der Mitte sechs Vorzugsabteile mit je drei Betten hatten, welche paarweise verbunden werden konnten. Ab 1981 wurden sie modernisiert und danach als Bctmh 257 bezeichnet. Diese Wagen wurden primär in Reisebüro-Sonderzügen wie dem Alpen-See-Express eingesetzt.
1972/1973 wurden drei Speisewagen der Gattung WRtm 134 (Baujahr ab 1965) für den Alpen-See-Express umgerüstet und als „Alpen-See-Express Clubwagen“ bezeichnet. Dabei wurde ein ehemaliger Vorratsraum in einen Stehbier-Clubraum umgewandelt. Bis 1986/1987 waren die Wagen purpurrot, danach im TEE-Farbschema elfenbein/purpurrot lackiert. Zwischen 1992 und 1994 wurden die Wagen ausgemustert.
Ab Sommer 1979 kamen als Alpen-See-Express ehemalige TEE/IC-Triebzüge der Baureihe 601 zum Einsatz, die hierfür zusätzliche Unterbringungsmöglichkeiten für Gepäck, spezielle Skihalterungen sowie in den Großraumwagen eine neue Bestuhlung mit 2+2-Sitzteiler analog zu den zeitgleich ausgelieferten Bpmz-Wagen erhielten. Der Einsatz der Baureihe 601 als Alpen-See-Express endete am 10. April 1988.

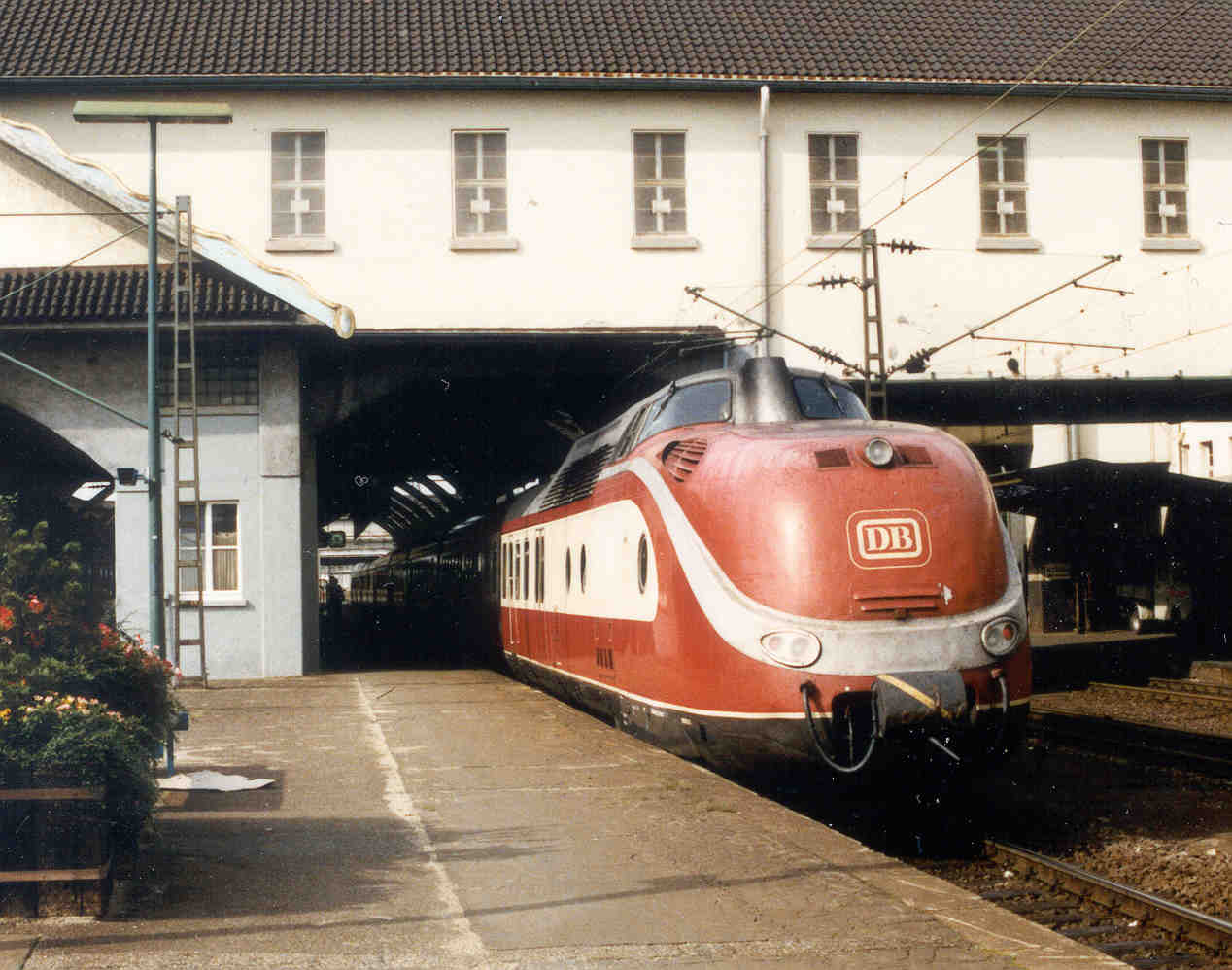
Baureihe 601 als Alpen-See-Express in Darmstadt Hauptbahnhof, 12. September 1987
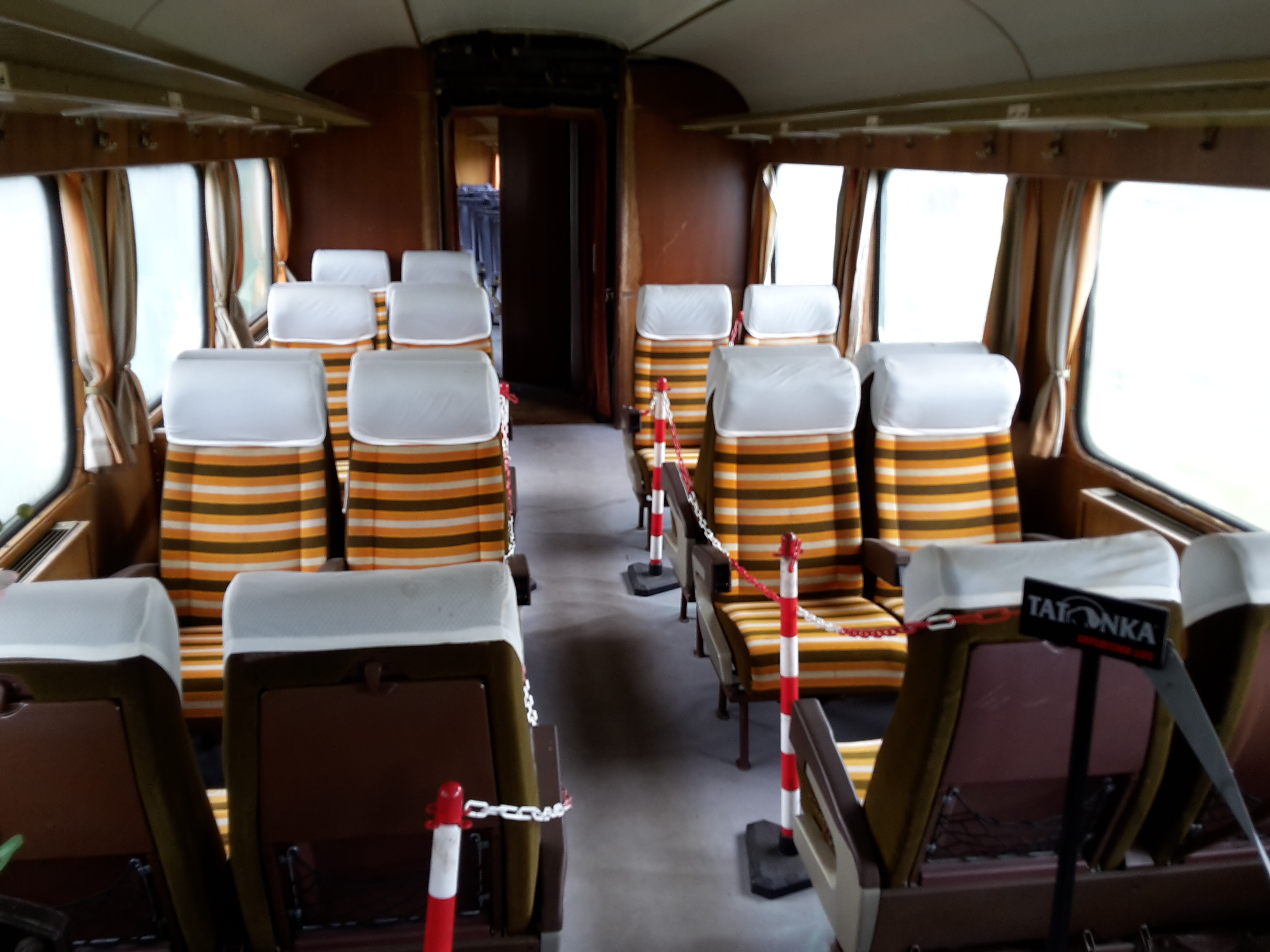
Die speziell für den Alpen-See-Express eingebaute 2+2-Bestuhlung in einem Triebzug der Baureihe 601